# A miskolci távközlés története

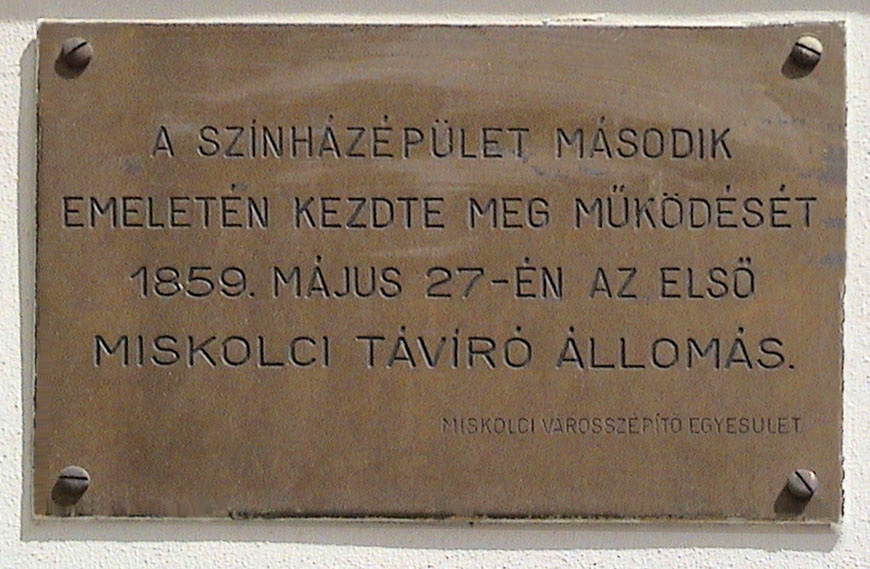
Az első miskolci távíróállomás emléktáblája a Színház falán

A miskolci távközlés története 1859-ben kezdődött: ekkor lépett üzembe a távíróállomás a városban. Az első telefonvonal 15 évvel később létesült: a helyi tűzoltókat segítette. Az első telefonközpont 1888 decemberében kezdte meg munkáját, az induláskor 23 előfizetővel. Az előfizetőket még név alapján azonosították, az előfizetői számokat 1900-ban vezették be. Ekkorra érett meg a helyzet a telefonhálózat továbbvitelére, miután már Budapesttel és Kassával – ezeken keresztül pedig a külfölddel is – megnyílt a kapcsolatteremtés lehetősége. A telefonközpont a postával együtt, annak részeként költözött újabb és újabb bérleményekbe, mígnem felépült a miskolci Postapalota, ahol a távközlés is korszerű központot kapott. A második világháború során a németek meg akarták semmisíteni a telefonközpontot, de a dolgozók meghiúsították a robbantást és a berendezések elszállítását. Az 1950-es években hatalmas igény mutatkozott a telefonhálózat bővítésére, de ez évtizedekig meglehetősen lassú ütemben ment. 1987 végén 11 888 telefonra várakozót regisztráltak, pedig időközben több mellékközpontot telepítettek a város különböző pontjain. A szinte ugrásszerű változás 1986-ban kezdődött, miután a Postapalota mögötti területen átadták a Regionális Távbeszélő Központot. 1990-ben a távközlés levált a postáról, és akkor Magyar Távközlési Rt., ma Magyar Telekom Nyrt. néven viszi tovább a szakterületet.

## A kezdetek
Az első távíróállomást 1859. május 27-én állították fel Miskolcon, és ideiglenesen az alig két évvel korábban elkészült Nemzeti Színház második emeletén helyezték el. Az első állomásvezető Francz Zappa, a távíró hivatalos nyelve pedig a német volt. Az első magyar távírófőnök Pathy Nagy Kálmán volt, akit 1870-ben neveztek ki.
Viszonylag hamar, már 1874-ben létesítették az első telefonvonalat a városban. Ez közérdekű távbeszélővonal volt, amely a miskolci Önkéntes Tűzoltó Egyesület munkáját segítette. Négy beszélő működtetésére volt alkalmas, amit 860 méter huzalhossz biztosított, és tűzjelző berendezésük is volt. A miskolci tűzoltókat ebben a tekintetben csak a kassai tűzoltók előzték meg. A vonal fölötti felügyeletet a postafőnök látta el.
A telefon azonban csak akkor indulhatott meg a szélesebb körben való elterjedtség felé, amikor telefonközpontot telepítettek, és ezen keresztül biztosították a kapcsolatot. A budapesti, Puskás Ferenc által, 1881. május 1-jén nyitott központ után sorrendben a következő városokban létesült telefonközpont:
|    | Város    | Vállalkozó                    | Az engedély kelte    |
| 1. | Temesvár | Puskás Tivadar                | 1881. szeptember 13. |
| 2. | Pozsony  | Kragl Károly                  | 1883. december 9.    |
| 3. | Szeged   | Puskás Tivadar                | 1883. december 9.    |
| 4. | Arad     | Puskás Tivadar                | 1884. január 22.     |
| 5. | Pécs     | Koharits János                | 1885. március 22.    |
| 6. | Zágráb   | Schwartz Vilmos               | 1886. augusztus 7.   |
| 7. | Debrecen | Balkányi Miklós               | 1887. augusztus 24.  |
| 8. | Újpest   | Puskás Tivadar                | 1887. október 18.    |
| 9. | Miskolc  | Wilhellm Herman és Jenei Soma | 1888. április 29.    |

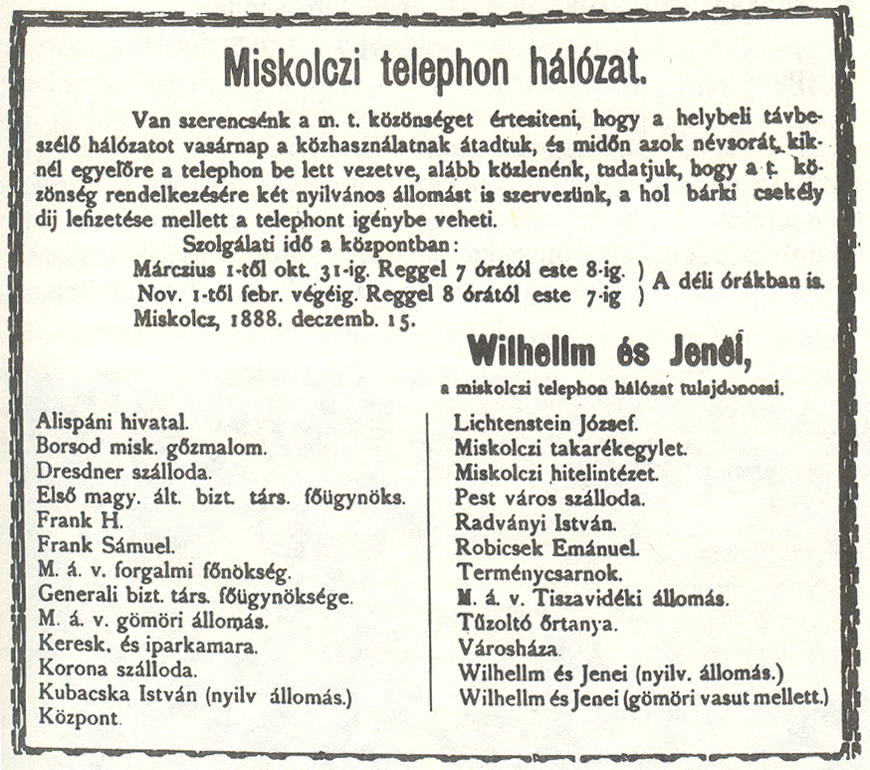
Wilhellm és Jenei hirdetése a Borsod-Miskolci Értesítő 1889/3. számában

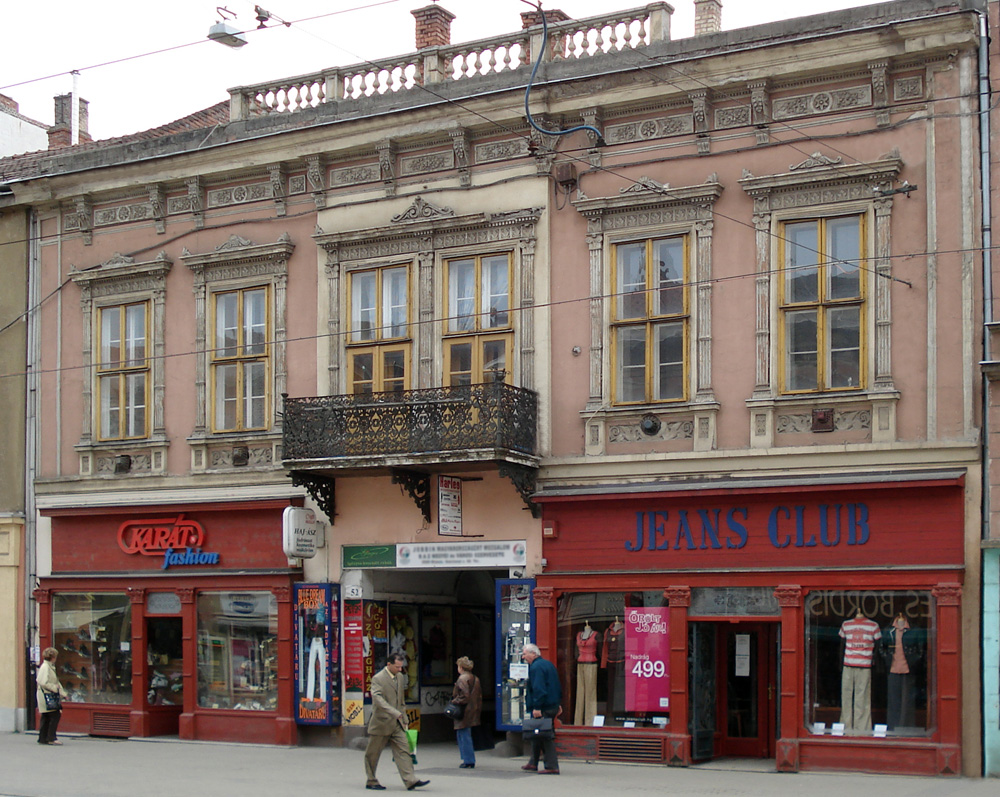
Az első miskolci telefonközpont a Silbiger-ház udvarának hátsó felében működött (Széchenyi utca 52.)

A telefon már 1881-től állami monopólium volt, ezért ritka kivételnek számított, hogy magánvállalkozás kapta meg a lehetőséget. Wilhelm Herrmann később így nyilatkozott erről: „Az utánam következő engedélyt Eger városának már nem adták ki, mert ott már az állam létesítette a telefont. Magam jártam előfizetőket gyűjteni. Az előfizetés díja 12 forint volt egy hónapra, ezért az összegért bármikor és bármennyit lehetett telefonálni…”. Az engedély megszerzése után a kassai Posta- és Távírda-igazgatóság szakértőt küldött ki Reif Illés posta- és távírdatitkár személyében, aki október 13. után végezte el a bejárást. Ezt követően gyors ütemben kezdődött a hálózat kiépítése, és a miskolci telefonközpontot 1888. december 15-én nyitották meg. A két „engedélyes”, Wilhellm Herman és Jenei Soma újsághirdetésben tette közzé vállalkozásuk indulását. Ekkor 24 előfizetőjük volt (18 intézményi és nyolc magán), és nyitottak két nyilvános állomást is. A készülékek a budapesti Terta gyárból érkeztek. A telefonközpont a mai Széchenyi utca 52. szám alatti Silbiger-ház udvarának hátsó szárnyában működött. Az épület az 1880-as években épült, s lényegében – eltekintve az üzletportáloktól – máig megőrizte eredeti homlokzatát. A városlakók egy része nem fogadta egyértelmű örömmel a telefonhálózat kiépülését, mert – feltehetően a sietség okozta szabálytalan szerelés miatt – a házfalakon vezetett huzalok „…kiállhatatlan zizegést, brugolást, sipolást vittek véghez” – írta a Borsod-Miskolci Értesítő. A panaszokat a Közmunka- és közlekedési minisztérium vizsgálta ki, és javításra, illetve pótlásokra kötelezte a vállalkozókat. 1891-ben Wilhellm Herman kiszállt az egyébként jól jövedelmező vállalkozásból, amit azután Jenei Soma vitt tovább.
A telefonközpontban dolgozó három, majd négy hölgy nehéz körülmények között dolgozott: a kapcsolószekrény előtt állva végezték munkájukat, fejükön nehéz fülhallgatót viseltek, a mikrofon az arcuk előtt elhelyezett huzalon lógott, munkaidejük 12–13 óra volt. Az első telefonos kisasszonyok közül háromnak ismert a neve: Jankovics Júlia, Jankovics Mária és Horeczky Hermina. Az éjjel-nappali ügyeletet 1895. május 1-jén vezették be. Kapcsolási számok még nem voltak, a hívott állomást név szerint kérték. Ráadásul a vonalak bontására külön kellett figyelniük (magyarul: bele kellett hallgatniuk, hogy folyik-e még a társalgás a felek között), mert a beszélgetés végét még nem jelezte a rendszer. A kisasszonyok havi 20 forintot kerestek, az előfizetők pedig havi 6 forint előfizetési díjat fizettek. 1888-ban korszerűsítették a központot, az új kapcsolószekrények már lehetővé tették az ülve való munkavégzést, és 1897-ben bevezették a mellbeszélő használatát is.

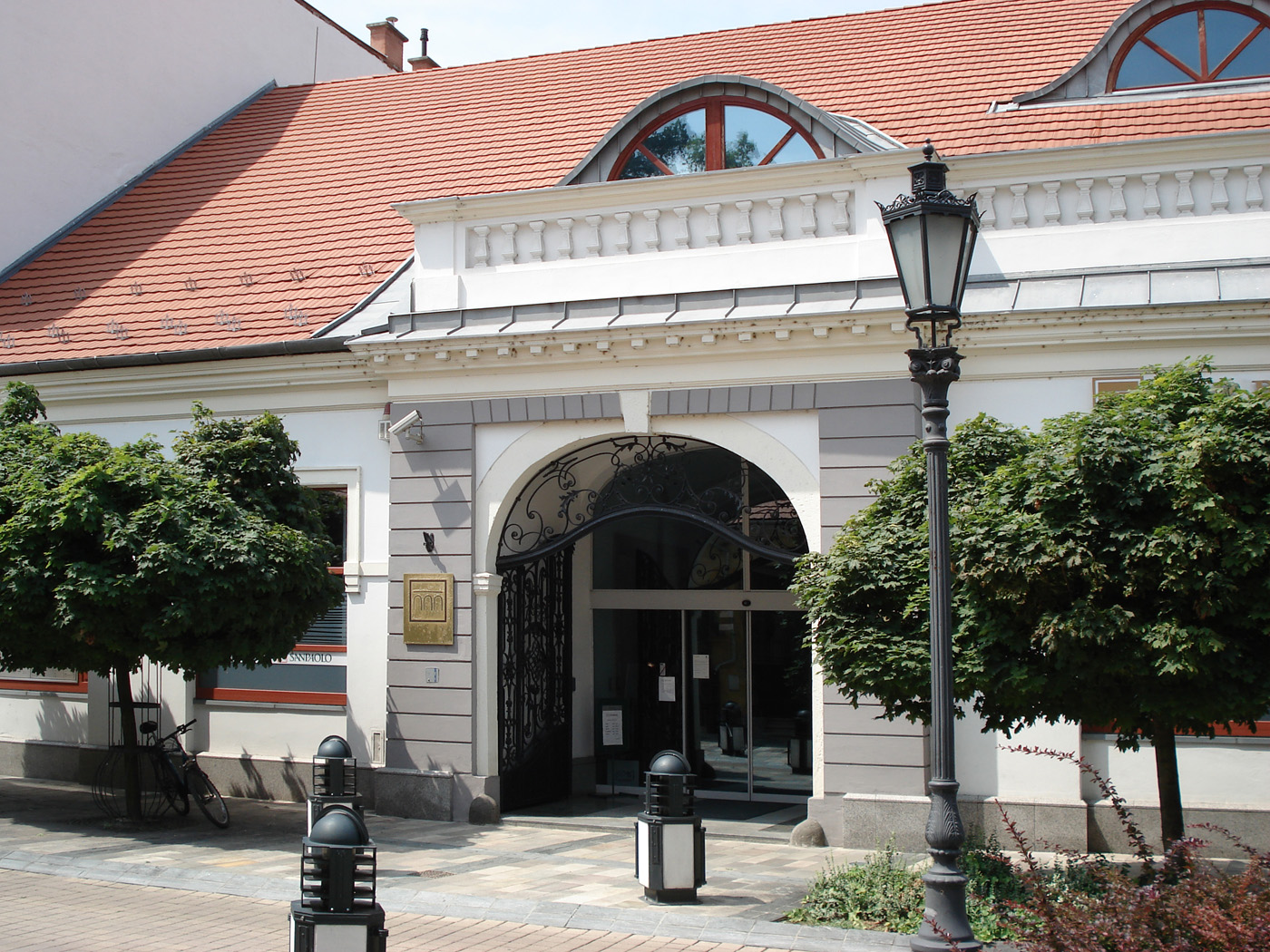
A posta egykori ideiglenes épülete (Radványi-ház, Déryné utca)

Az első „telephon”-készülékek falra szerelhető fadobozok, ún. Berliner-rendszerű (LB) berendezések voltak. Az LB a Local Battery rövidítése, ami a helyi telepes rendszert jelöli: a mikrofon működtetéséhez szükséges egyenáramot a készülékben elhelyezett 24 voltos Leclanché-telep biztosította. A következő generáció a CB (common battery) jelű, központi, vagy közös telepről működtetett rendszer volt. A tetején két csengőharang, bal oldalán kézibeszélő, jobb oldalán a hívás kezdeményezésére szolgáló tekerő (kurbli), alatta egy második kézibeszélő, szemben pedig a beszélő tölcsér helyezkedett el. A készülékek csak 1902-től kerültek le a falról, ekkor kezdtek el gyártani itthon asztali készülékeket.

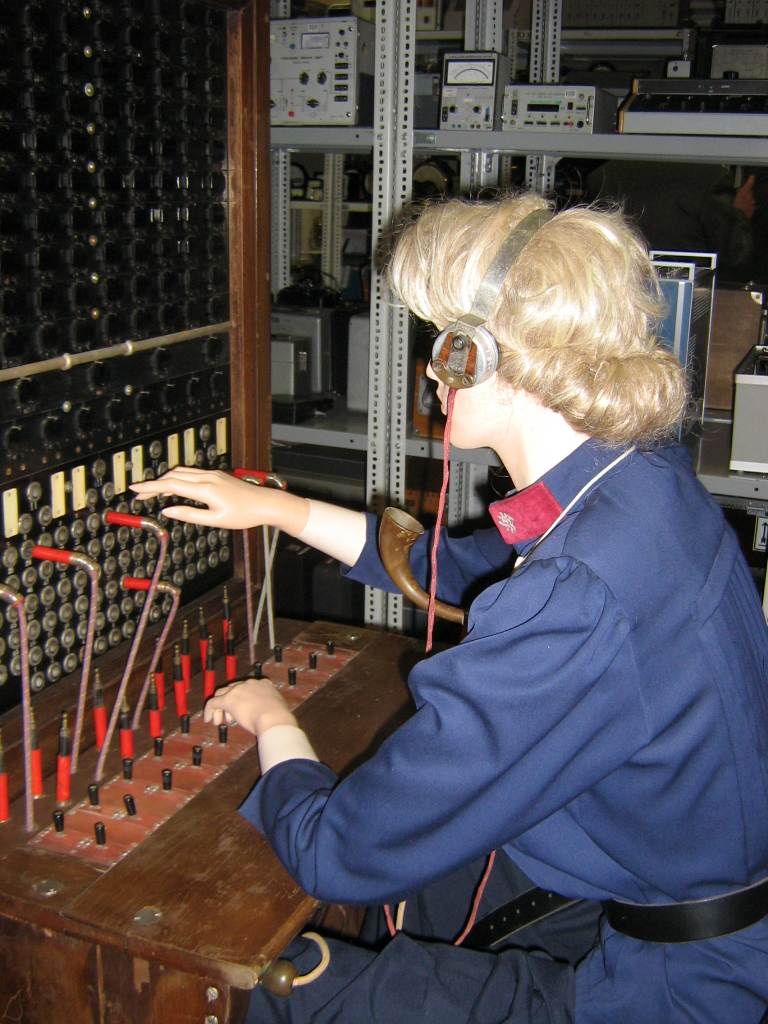
Kézikapcsolású LB központ

A miskolci telefonközpontnak 1895-ben 97, 1898-ban pedig már 141 előfizetője volt. 1890 után már csak állami telefonközpontok nyíltak, és a korábbiakat is fokozatosan megváltotta az állam. „A miskolci telefonhálózat 1900. április 1-jével állami kezelésbe került, vagyis a posta fogja kezelni az egészet, amely eddig Jenei Soma magántulajdona volt” – írta a Borsod-Miskolci Közlöny. A központ beköltözött a posta épületébe, amely akkor a mai Déryné (akkor Deák) utca 11. szám alatti Radványi-házban működött (ma banképület). Ekkor vezették be az előfizetők számmal való jelölését. A hálózatot folyamatosan bővítették, az addigi egyvezetékes rendszert kétvezetékessé alakították, de a kapcsolat még csak a városon belül volt meg. Új légvezeték-hálózatot és a vezetékek egy részének földalatti kábelekre való cseréjét is tervezték. A nyomvonalakat – az előírásoknak megfelelően – szakértő bizottság általi bejáráson döntötték el.
A közvélemény egyre erőteljesebben sürgette a Budapest és Kassa irányába kiépített összeköttetést, sőt a kezdeményezéshez Eperjes is csatlakozott. A fővárossal és Kassával való kapcsolat 1900. október 26-án valósult meg, így rajtuk keresztül akár külfölddel is kapcsolatot lehetett teremteni. A második közvetlen vonal becsatlakozott a Budapest–Ungvár vonalba, majd 1905-ben létrejött a Nyíregyháza–Debrecen–Nagyvárad kapcsolat is. 1905-ben egyébként 255 előfizető volt, akik összesen 716 092 helyi és 5088 interurbán  beszélgetést folytattak le. Emellett 849 táviratot adtak fel és 700-at kaptak telefon útján. A szűkös hivatali körülmények miatt a posta 1906-ban ismét költözni kényszerült, ezúttal a Kazinczy utcai Munk-házba. Már ekkor felvetődött azonban egy új postaépület felépítésének is a gondolata.
Telefonkönyv eleinte nem volt, az első előfizetők neveit az induláskor megjelentetett laphirdetés tartalmazta. Az első ismert telefonkönyv 1908-ban készült a miskolci és a megyei előfizetők adataival. A következő 1912-ben jelent meg, majd az első világháború idején megjelent egy szaknévsor is. Ezt követően már időnként, többé-kevésbé rendszeresen jelentek meg a telefonkönyvek.

## A 20. század

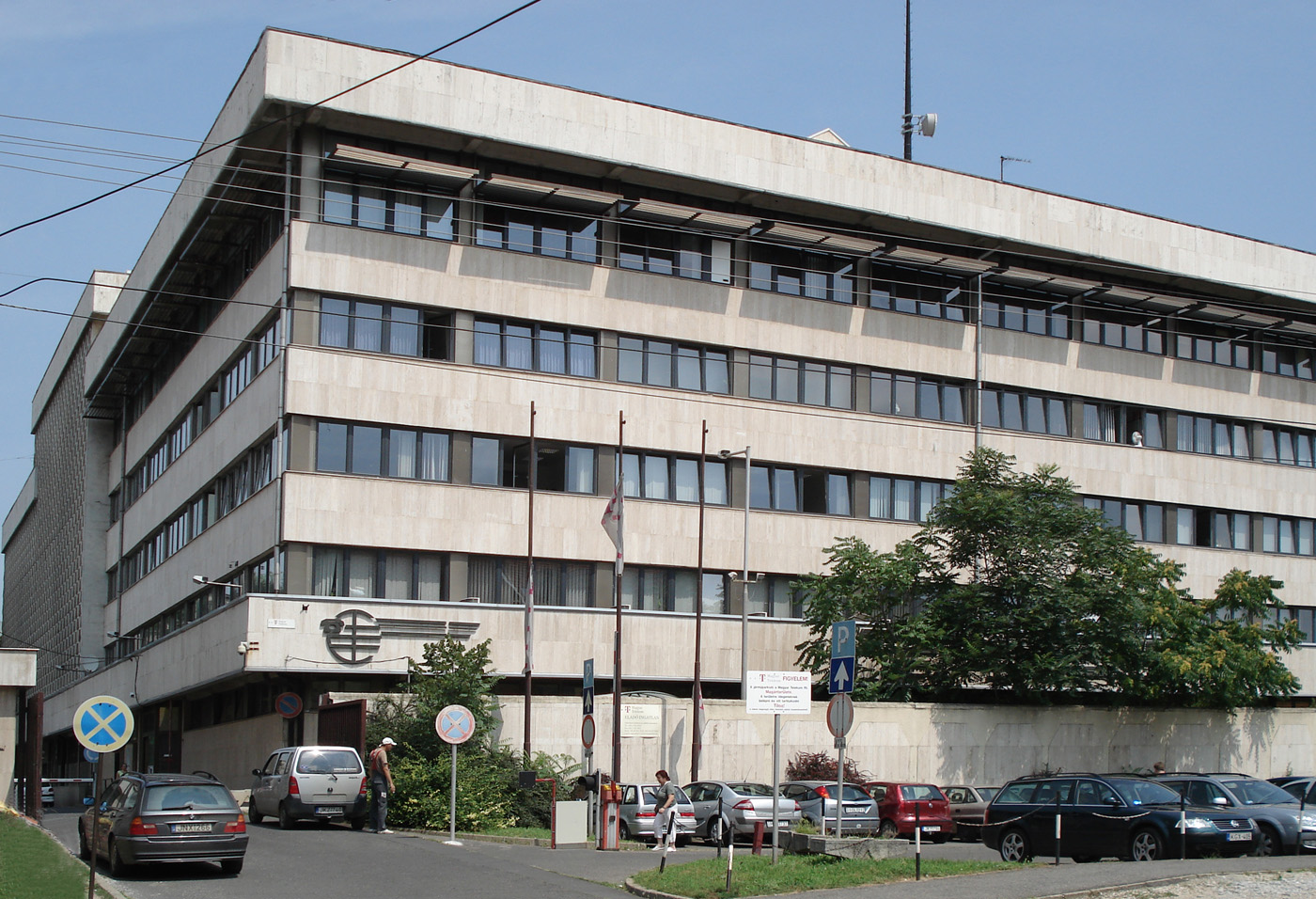
A Magyar Telekom miskolci épülete 2007-ben

Az első világháború, illetve a Trianon utáni rendezetlen, kissé kapkodó helyzetben a miskolci postát 1920-ban Posta- és Távírdaigazgatósággá minősítették, vezetője dr. Rákóczy Mihály főigazgató lett, majd 1923-ban az intézmény neve Miskolci Postaigazgatóságra változott. Az igazgatóságot 1924-ben ismét kirendeltséggé alakították, majd 1925. június 30-án megszüntették (de nem a postaszolgáltatást!), a területét Debrecen vette át. Ezután Miskolc, miután nem volt igazgatósági központ, némileg háttérbe szorult, pedig a város telefonforgalma 1930-ban ötödik volt az ország városai között. A fejlesztések – amelyek az ország más részein 1929-től megvalósultak – Miskolcon sokáig elmaradtak: az Ericsson AGF típusjelű új, gépi kapcsolású telefonközpontját csak 1939. május 17-én adták át, mégpedig Miskolc új, 1936-ban átadott Postapalotájában. A késlekedésnek előnyös vonatkozásai is voltak, mert átadásakor ez a központ volt Magyarország legkorszerűbb központja. A Felsőmagyarországi Reggeli Hírlap így számolt be az eseményről: „Megkezdte működését Európa legmodernebb telefonközpontja, a miskolci automata.” A központ 500 előfizető bekapcsolásához szükséges állványegységekből állt, és 1300 fővonalú és 700 ikerállomásra tervezték. Működését 24 V-os telep biztosította. A forgógépek meghajtására szolgáló hajtómotorok közül az egyik hálózati váltóáramról, a másik, egyenáramú motor központi 24 voltos telepről működött, és csak szükség esetén kellett belépnie. A következő napon átadták az új távíróváltót is. Még abban az évben két törpeközpontot is üzembe helyeztek: Újdiósgyőrben, Diósgyőrben, majd 1941-ben Miskolctapolcán is egyet. A központ 1940-ben naponta több mint 12 000 kapcsolást hajtott végre, az átlagos, órára vonatkoztatott fajlagos hívásszám meghaladta azt a szintet, amire tervezték. A következő napon átadták Miskolc új távíróváltóját is.
A második világháború idején, 1941. március 19-én, a németek a mai Hősök terére (akkor még rendezetlen terület) hírközlési egységeket telepítettek, a Postapalota telefonközpontjába pedig híradósokat ültettek, akik megfelelő számú viszonylatot lefoglaltak. 1944 késő őszén, amikor már visszavonulóban voltak, le akarták szerelni a telefonközpont minden szállítható egységét, amit pedig nem tudtak volna, azt fel akarták robbantani. A miskolci postások azonban titokban rengeteg alkatrészt, készüléket ládákba csomagolva kimentettek, és különböző helyekre eldugták. Először egy Murai nevű asztalos műhelyét töltötték fel, faforgács és hulladék alá rejtve a ládákat, a többit Hudák István tetemvári pincéjébe szállították. A művelet idejére a német parancsnokot a Postapalotában lakó postaigazgató, Csikesz Lajos foglalta le. A németek aláaknázták a géptermet, a helyközi központ kábeleit és a pincében lévő egyéb szerkezeteket, de ezek nagy részét a központ műszerészei megmentették: hatástalanították a robbanószerkezetek csaknem mindegyikét, így a robbanószerkezetek aktiválásakor csak a helyközi kábelek sérültek meg minimális mértékben.
A szovjet csapatok érkezése után, 1944. december 10-én üzembe helyeztek egy LB 25-ös központot, mert a szovjet városparancsnokságnak szüksége volt a telefonra. Bekötötték még ide a MÁV igazgatóságot, a pályaudvarokat és a polgári hatóságokat is, két-három hét múlva pedig egy százállomásos központot is üzembe helyeztek. Az automata telefonközpontot 1945. január 5-én sikerült működésbe állítani. Ekkorra építették ki a légvezetéket is a debreceni Ideiglenes Nemzeti Kormány és Miskolc között is. Ezen a napon a kereskedelmi és közlekedési miniszter rendeletileg létrehozta a miskolci Postaigazgatósági Kirendeltséget. Ezt követően, ahogy a front haladt nyugat felé, távkábel-összeköttetést teremtettek a Egerig, Hatvanig, majd Aszódig, végül a fővárosig.
1947. január 1-jével az 1945 januárjában létrehozott kirendeltséget végleges kerületi postaigazgatósággá minősítették, hogy azután 1949. február 28-án megszüntessék és területét Debrecenhez csatolják. A döntés hibás volta hamar nyilvánvalóvá vált, és pár hónap múlva, 1950 szeptemberében visszaállították a Miskolci Postaigazgatóságot. Feladatköre megszaporodott, mert a térségben tapasztalható forszírozott iparosítás miatt nemcsak új ipari üzemek, de új városok is létrejöttek (Kazincbarcika, Leninváros), ráadásul a városban is jelentősen bővült az ipari üzemek termelése, és gyors ütemben emelkedett a Miskolcra beköltözők száma. 1949 és 1973 között Miskolc lakossága 75%-kal növekedett, és meghaladta a 200 ezer főt. A Postapalota épületéhez a távközlés bővítése érdekében 1954-ben toldalékszárnyat építettek a Horváth Lajos utcai szakaszon. Az új szárnyban egy 600 négyzetméter területű automata központ, egy 120 négyzetméter területű helyközi központ, üzemi, irodai és szociális helyiségek kialakítására nyílott lehetőség. 1954. február 20-án egy 17 000-ig bővíthető, 7A2 rendszerű központ kezdte meg a működését. A régi, Ericsson gyártmányú, AGF típusú központot leszerelték és Egerbe vitték. A vidéki városok közül egyedül Miskolcon működött 7A2 típusú távbeszélőközpont, más városokban a 7DU rendszert használták. A központban egyidejűleg kialakítottak egy húsz munkahelyes, félautomata helyközi központot is. 1959-ben újabb toldaléképülettel bővítették a Postapalota épületkomplexumát: a Kazinczy utcai frontot hosszabbították meg a Pece-patak (már befedték, a Régiposta utcában folyt) irányában, ahol gépkocsi-behajtót és irodákat alakítottak ki. Az új toldalék azonban teljesen elrontotta az épület addigi építészeti és esztétikai egységét. A toldalékszárny esztétikai hibáját az 1994-es emeletráépítés és felújítás során igyekeztek kiküszöbölni.
1963-ban kísérleti távhívó rendszer (IT2) kezdte meg működését Budapest és Miskolc között. Az 1950-es évektől a nagyobb vállalatok, intézmények telexállomást kaptak. A telexhálózatot 1962-ben automatizáltak (Miskolc irányszáma 62 lett), a 4-es postán pedig nyilvános telexkészüléket helyeztek el. 1985. augusztus 1-jén – gyakorlatilag a telex kiváltására – elindították a telefax („távmásoló”) szolgáltatást. 1991-ben Miskolc Sagem-gyártmányú, tároltprogram-vezérlésű telexközpontot kapott. Minden fejlődés és bővülés ellenére megállapítható, hogy az állami (és párt-) vezetés sokáig nem ismerte fel a távközlés jelentőségét, fontosságát a gazdaságban és a közéletben. A telefonra várók száma fokozatosan és jelentős mértékben nőtt, amin az 1973-ban, a Kilián-északon átadott 6000-es mellékközpont sem csillapított, pedig 1979-ben 10 000-re bővítették. A várakozók száma ezután is 7173 volt, ami 1987 végére 11 888-ra emelkedett, pedig közben is végeztek kapacitásbővítéseket (avasi lakótelep, Kőporos, konténer mellékközpontok több helyen), amivel a miskolci rendszer összes kapacitása 37 200 lett. 1986-ban a Postapalota mögötti területen új épületet emeltek a Regionális Távbeszélő Központ számára.
1990-ben (hivatalosan 1989. december 31-én) jelentős átalakulás történt a posta történetében: az addigi összetett szakmai profilt három részre bontották, és a távbeszélő-hálózatok területét a Matáv Magyar Távközlési Rt. (ma Magyar Telekom Nyrt.) vitte tovább.